# Taszyzm
Taszyzm (od franc. tache – plama) – kierunek w malarstwie abstrakcyjnym powstały w Europie w pierwszych latach po II wojnie światowej. Należy do nurtu abstrakcjonizmu niegeometrycznego i jest europejskim odpowiednikiem abstrakcyjnego ekspresjonizmu, rozwijającego się w Stanach Zjednoczonych.
Termin został użyty przez krytyka Félixa Fénéona w 1889 do określenia techniki impresjonistów, później (w 1909) Maurice Denis wykorzystał go do opisu dzieł fowistów. Wprowadzenie znaczenia tego słowa w dzisiejszym rozumieniu przypisuje się krytykowi Pierre'owi Guéguenowi (1951).
Taszyzm jest bardzo bliski informelowi. Stanowi niemal jego synonim. Różni się od drippingu przede wszystkim wykorzystaniem pędzli albo drewnianych szpachelek. Praca taszystów charakteryzowała się znaczną gwałtownością, niekiedy „atakowali” oni płótno, mając na celu pozostawienie na nim barwnych śladów. Z ich sumy powstawał w końcu gotowy obraz, skończony wtedy, gdy artysta go za taki uznał. Taszyści wierzyli, iż praca jest poddana ich instynktowi, a tworzenie nie jest kontrolowane w żadnym stopniu przez rozum czy rozwagę twórcy.
Istnieje wiele odmian taszyzmu, praktycznie tyle, ilu było artystów uprawiających ten rodzaj sztuki. Do taszystów zalicza się między innymi Jeana-Paula Riopelle'a, Hansa Hartunga, a w Polsce Tadeusza Kantora czy Alfreda Lenicę.